# Liste der Stolpersteine in Schaerbeek/Schaarbeek

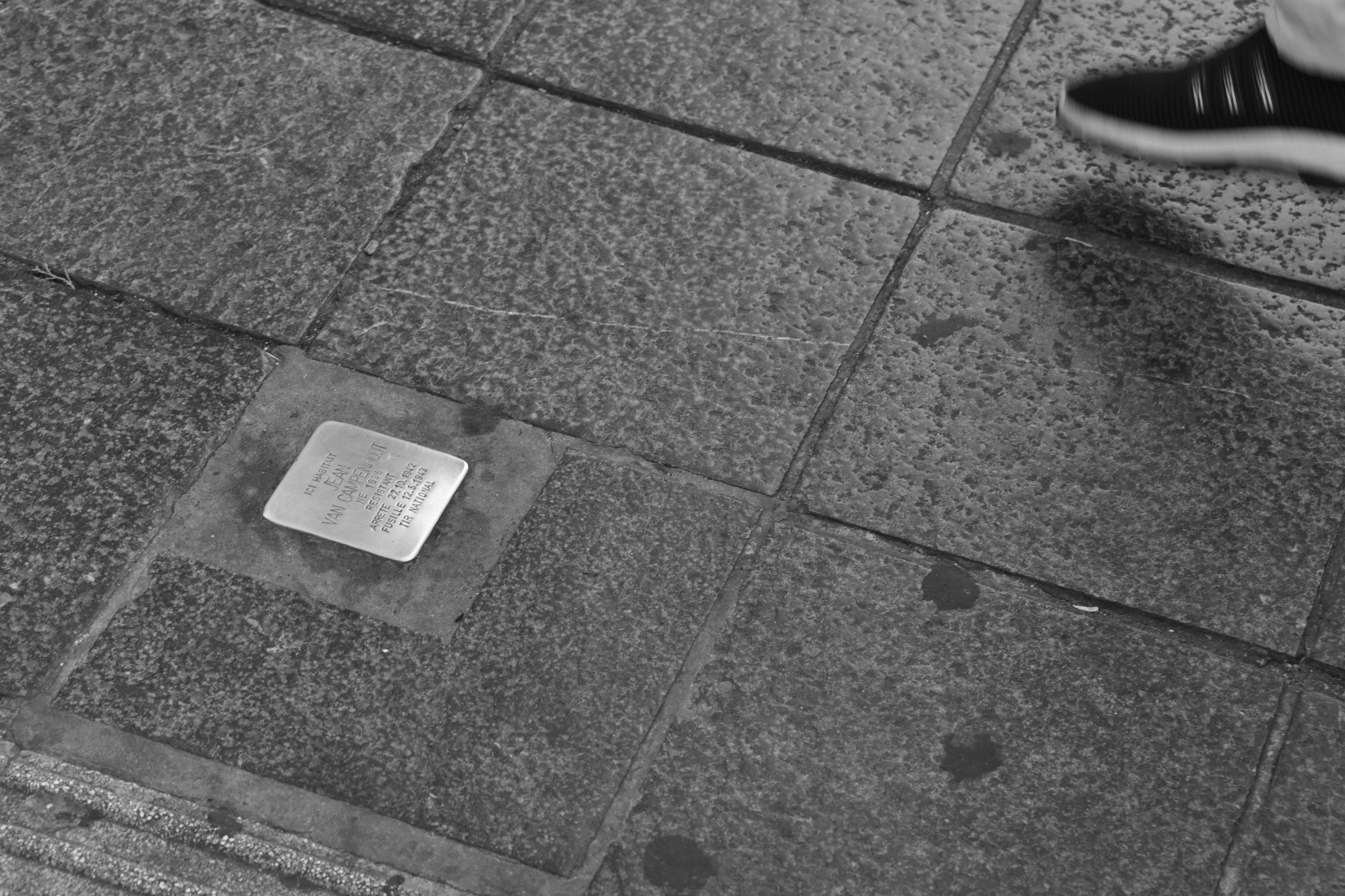
Stolperstein in Schaerbeek

Die Liste der Stolpersteine in Schaerbeek/Schaarbeek umfasst jene Stolpersteine, die vom Kölner Künstler Gunter Demnig in der belgischen Gemeinde Schaerbeek/Schaarbeek verlegt wurden. Schaerbeek (französisch) oder Schaarbeek (niederländisch) ist eine von 19 Gemeinden der zweisprachigen Region Brüssel-Hauptstadt. Stolpersteine erinnern an das Schicksal von Menschen aus dieser Region, die von Nationalsozialisten ermordet, deportiert, vertrieben oder in den Suizid getrieben worden sind. Sie wurden von Gunter Demnig verlegt, im Regelfall vor dem letzten selbstgewählten Wohnort des Opfers.

## Verlegte Stolpersteine
| Stolperstein | Übersetzung | Verlegeort                   | Name, Leben                              |
| ------------ | --- | ---------------------------- | ---------------------------------------- |
|              | HIER WOHNTE HENRI ALEXANDROWICZ GEBOREN 1923 VERHAFTET 19.1.1944 INTERNIERT IN MECHELEN DEPORTIERT 4.4.1944 ERMORDET AUSCHWITZ                                            | Avenue Eugène Demolder 73    | Henri Alexandrowicz (1904–1944)          |
|              | HIER WOHNTE THÉODORE ANGHELOFF GEBOREN 1900 BULGARIEN WIDERSTANDSKÄMPFER VERHAFTET 19.1.1943 FÜSILIERT 30.11.1943 BREENDONK TIR NATIONAL                                  | Rue Vondel 79                | Théodore Angheloff (1900–1943)           |
|              | HIER WOHNTE NINA ARONOWICZ GEBOREN 1923 VERHAFTET 5.4.1944 IZIEU INTERNIERT IN MONTLUC, DRANCY DEPORTIERT 13.4.1944 ERMORDET AUSCHWITZ                                    | Rue Verboeckhaven 104        | Nina Aronowicz (1932–1944/45)            |
|              | HIER WOHNTE ÉLISE AUBANEL GEBOREN 1898 WIDERSTANDSKÄMPFERIN VERHAFTET 14.8.1943 GEFÄNGNIS ETTERBEEK GEFÄNGNIS SAINT-GILLES DEPORTIERT 1944 RAVENSBRÜCK ERMORDET 25.4.1945 | Avenue Voltaire 100          | Élise Aubanel (1898–1945)                |
|              | HIER WOHNTE PEISAH BUHBINDER GEBOREN 1906 RUMÄNIEN WIDERSTANDSKÄMPFER VERHAFTET 13.1.1943 INTERNIERT IN MECHELEN DEPORTIERT 1943 AUSCHWITZ ERMORDET 25.4.1945             | Rue Van Dyck 31              | Peisah Buhbinder (1906–1943/45)          |
|              | HIER WOHNTE JEAN VAN CAMPENHOUT GEBOREN 1896 WIDERSTANDSKÄMPFER VERHAFTET 27.10.1942 FÜSILIERT 12.5.1943 TIR NATIONAL                                                     | Avenue de la Reine 3         | Jean van Campenhout (1896–1943)          |
|              | HIER WOHNTE RENÉ COPINNE GEBOREN 1910 WIDERSTANDSKÄMPFER VERHAFTET 8.7.1942 FÜSILIERT 18.1.1943 TIR NATIONAL                                                              | Rue du Noyer 152             | René Copinne (1910–1943)                 |
|              | HIER WOHNTE MARCEL DENOOZ GEBOREN 1895 WIDERSTANDSKÄMPFER VERHAFTET 11.8.1942 FÜSILIERT 12.10.1943 TIR NATIONAL                                                           | Rue Paul Devigne 119         | Marcel Denooz (1895–1943)                |
|              | HIER WOHNTE HIRSCH JOSEPH HIRSCHOWITZ GEBOREN 1893 VERHAFTET 11.10.1942 INTERNIERT IN MECHELEN DEPORTIERT 1942 AUSCHWITZ ERMORDET                                         | Rue Victor Hugo 17           | Hirsch Joseph Horschowitz (1893–1942/45) |
|              | HIER WOHNTE SALOMON KAROLINSKI GEBOREN 1908 WIDERSTANDSKÄMPFER VERHAFTET 15.8.1942 INTERNIERT IN MECHELEN DEPORTIERT 18.8.1942 AUSCHWITZ ERMORDET 25.9.1942               | Rue Vondel 40                | Salomon Karolinski (1908–1942)           |
|              | HIER WOHNTE ANNA KUROPATWA- WEINMANN GEBOREN 1907 VERHAFTET 18.8.1942 INTERNIERT IM GEFÄNGNIS SAINT-GILLES MECHELEN DEPORTIERT 25.8.1942 AUSCHWITZ ERMORDET               | Rue Max Roos 48              | Anna Kuropatwa-Weinmann (1907–1942/45)   |
|              | HIER WOHNTE GERZON ZELIK KUROPATWA GEBOREN 1898 VERHAFTET 18.8.1942 INTERNIERT IN MECHELEN DEPORTIERT 1942 AUSCHWITZ ERMORDET                                             | Rue Max Roos 48              | Gerzon Zelik Kuropatwa (1898–1942/45)    |
|              | HIER WOHNTE ARMAND LEFORT GEBOREN 1895 WIDERSTANDSKÄMPFER VERHAFTET 11.8.1942 GEFÄNGNIS SAINT-GILLES FÜSILIERT 12.10.1943 TIR NATIONAL                                    | Avenue Général Eisenhower 11 | Armand Lefort (1895–1943)                |
|              | HIER WOHNTE MIKULAS LOVENVIRTH GEBOREN 1922 TSCHECHOSLOWAKEI WIDERSTANDSKÄMPFER VERHAFTET 9.2.1943 BREENDONK FÜSILIERT 15.3.1943 TIR NATIONAL                             | Rue Destouvelles 28          | Mikulas Lovenvirth (1922–1943)           |
|              | HIER WOHNTE GEORGES MARECHAL GEBOREN 1892 WIDERSTANDSKÄMPFER VERHAFTET 18.11.1942 FÜSILIERT 20.10.1943 TIR NATIONAL                                                       | Avenue Voltaire 162          | Georges Marechal (1892–1943)             |
|              | HIER WOHNTE CHANA MINC GEBOREN 1908 POLEN VERHAFTET 29.5.1942 INTERNIERT IN DRANCY DEPORTIERT AUSCHWITZ ERMORDET 20.9.1942                                                | Avenue du Diamant 99         | Chana Minc (1908–1942)                   |
|              | HIER WOHNTE JEAN MOETWIL GEBOREN 1910 WIDERSTANDSKÄMPFER VERHAFTET 8.7.1943 FÜSILIERT 26.2.1944 BREENDONK TIR NATIONAL                                                    | Rue du Tilleul 76            | Jean Moetwil (1910–1944)                 |
|              | HIER WOHNTE GEORGES NOEL GEBOREN 1898 WIDERSTANDSKÄMPFER VERHAFTET 6.2.1943 FÜSILIERT 20.10.1943 TIR NATIONAL                                                             | Rue Joseph Coosemans 46      | Georges Noel (1898–1943)                 |
|              | HIER WOHNTE MAURICE (MARCEL) ORCHER WIDERSTANDSKÄMPFER GEBOREN 1919 VERHAFTET 8.7.1943 INTERNIERT IM GEFÄNGNIS SAINT-GILLES ESTERWEGEN ENTHAUPTET 27.10.1944 MÜNCHEN      | Rue Verhas 31                | Maurice Orcher (1919–1944)               |
|              | HIER WOHNTE ELISABETH ORCHER- KAROLINSKI GEBOREN 1912 WIDERSTANDSKÄMPFERIN VERHAFTET 15.8.1942 INTERNIERT IN MECHELEN DEPORTIERT 18.8.1942 AUSCHWITZ ERMORDET 20.8.1942   | Rue Vondel 40                | Elisabeth Orcher-Karolinski (1912–1942)  |
|              | HIER WOHNTE FRANZ ROCHAT GEBOREN 1908 VERHAFTET 28.2.1942 F. M. DES A. P. DEPORTIERT AUS POLITISCHEN GRÜNDEN NACHT UND NEBEL ERMORDET 6.1.1945 UNTERMANSFELD              | Avenue Clays 23              | Franz Rochat (1908–1945)                 |
|              | HIER WOHNTE HAJA ROTER- TENENBAUM GEBOREN 1906 POLEN VERHAFTET 6.2.1943 INTERNIERT IN MECHELEN DEPORTIERT 19.4.1943 AUSCHWITZ ERMORDET                                    | Rue de la Chaumière 41       | Haja Roter-Tenenbaum (1906–1943)         |
|              | HIER WOHNTE NAFTALI ROZENBLUM GEBOREN 1900 POLEN VERHAFTET 3.4.1944 INTERNIERT IN MECHELEN DEPORTIERT 4.4.1944 AUSCHWITZ ERMORDET 13.3.1945                               | Rue Guido Gezelle 68         | Naftali Rozenblum (1900–1945)            |
|              | HIER WOHNTE LOUIS THIRYN GEBOREN 1918 WIDERSTANDSKÄMPFER VERHAFTET 23.5.1944 DEPORTIERT 1944 DORA, ELLRICH BUCHENWALD TODESMARSCH ERMORDET 14.4.1945                      | Rue du Noyer 328             | Louis Thiryn (1918–1945)                 |
|              | HIER WOHNTE LEON VREURICK GEBOREN 1900 WIDERSTANDSKÄMPFER VERHAFTET 11.8.1942 FÜSILIERT 12.10.1943 TIR NATIONAL                                                           | Rue Auguste Lambiotte 71     | Léon Vreurick (1900–1943)                |

## Verlegedaten
- 13. Mai 2009: Rue Vondel 40[1]
- 20. Juli 2011: Avenue du Diamant 99, Rue de la Chaumière 41
- 24. Juni 2012: Rue Verhas 31
- 30. Oktober 2014: Rue Max Roos 48, Rue Victor Hugo 17
- 15. Februar 2015: Rue Max Roos 48 (Anna Kuropatwa-Weinmann)
- 3. November 2015: Avenue Eugène Demolder 73, Rue Verboeckhaven 104
- 4. Februar 2017: Élise Aubanel
- 21. November 2018: Avenue de la Reine 3, Avenue Voltaire 162, Rue Auguste Lambiotte 71, Rue du Noyer 152, Rue du Tilleul 76, Rue Joseph Coosemans 46, Rue Paul Devigne 119, Rue Vondel 79
- 11. Oktober 2019: Avenue Général Eisenhower 11, Rue Destouvelles 28, Rue Guido Gezelle 68
- Avenue Clays 23 (vor August 2012)
- 30. November 2023: rue Gallait 76, rue Emile Verhaeren 73, rue Picquart 1[2]